# Izsóp
Az izsóp (Hyssopus) az ajakosvirágúak (Lamiales) rendjébe és az árvacsalánfélék (Lamiaceae) családjába tartozó nemzetség.
Kis-Ázsia és a Földközi-tenger partvidékének kopár, sziklás lejtőin van az őshazája. Innen terjedt el egész Európában. Az ajakosak családjába tartozó növényt már az ókorban is ismerték, népszerűségének csúcsát a középkorban érte el, amikor szinte minden vár körül megtalálható volt. Termesztése napjainkban ismét felfelé ível. A négy legfontosabb alfaja közül Közép-Európában a majdnem kopasz (Hyssopus ssp. officinalis) és az erősen szőrös (Hyssopus ssp. canescens) ismert. Nálunk helyenként termesztett, de vadon is megtalálható évelő félcserje. Gyökere és gyökértörzse karószerű. Gyökere erősen elágazó, mélyre törő, nagy talajréteget sző át. Gyökérnyaka többfejű, melyből több szárat is fejleszt. Szára egyenes, általában mereven felálló, a tövétől kezdve fásodik, felfelé fokozatosan csökken a fásodás mértéke. A szára a család sok fajához hasonlóan szögletesen négyoldalú. 50–70 cm magasságot ér el, csak a felső részében marad zöldes lágy szárú, végig gyéren szőrös.
Levelei keresztben átellenesen állnak, ép szélűek, fénylő, sötétzöldek. A levelek szálasak, lándzsásak, csúcsuk kissé lefelé hajlik. Egy-egy levélörvből 2-3 levélpár is kiindulhat. A levelek válla fokozatosan elkeskenyedve nyélre futó. A levélnyél rövid, a szárcsúcshoz közel hiányzik, tehát a fiatal levelek ülők. A levelek felszínén és fonákján mélyen besüllyedő olajmirigyek találhatók. Virágzata 7-9 virágból álló, álörvökből összetett egyoldalú álfüzér. A virágkocsány igen rövid, ezért sokszor tűnnek a virágok ülőknek. Hengeres csészéjük 15 erű és 5 csaknem teljesen egy fonna fogú. A kétajkú párta kék (f. cyaneus), kéthasábú, az alsó ajak háromkaréjú, a középső karéj hosszabb, mint a felálló oldalkaréjok. Négy porzója közül kettő-kettő tartozik össze. Két termőlevél összenövéséből jön létre a felső állású termő. Hegyes csúcsú makkocska termése a maradó csészében foglal helyet. Alakja hosszúkás tojásdad, színe sötétbarna, fénytelen.

## Fajok
- Hyssopus ambiguus (Trautv.) Iljin
- Hyssopus cretaceus Dubjan.
- Hyssopus cuspidatus Boriss.
- Hyssopus ferganensis Boriss.
- Hyssopus latilabiatus C.Y.Wu & H.W.Li
- Hyssopus lophanthoides Buch.-Ham. ex D.Don
- Hyssopus macranthus Boriss.
- Hyssopus ocymifolius Lam.
- kerti izsóp (Hyssopus officinalis L.)
- Hyssopus seravschanicus (Dub.) Pazij
- Hyssopus tianschanicus Boriss.

## Környezeti igénye
Közepesen melegigényes növény. A magok csírázásához 5-6 °C-os talajhőmérséklet szükséges. A növények növekedésének a 20 °C feletti hőmérséklet kedvez, ennél hűvösebb időben virágzása elhúzódik. Jó a fagytűrő képessége. Gyökerei és gyökértörzse a nálunk előforduló teleket károsodás nélkül vészeli át. Zöld, félig fásodó hajtásai mínusz 4-6 °C-on is virítanak, enyhe teleken folyamatosan szedhetők.

## Az izsóp a Bibliában
A Biblia többször említi az izsópot, mint vallásos szertartásoknál alkalmazott növényt (például Zsolt. 51:9: "Tisztíts meg engem izsóppal, és tiszta leszek"). Ez azonban fordítói hiba, mely a Septuaginta helytelen átírásának tudható be; a bibliai izsóp nem a Hyssopus-sal, hanem sokkal inkább a szíriai oregánóval (Majorana syriaca) azonosítható, melyet héberül ezov-nak neveznek.